# 哈里·科斯凯拉
哈里·科斯凯拉（芬蘭語：Harri Koskela，1965年10月8日—），芬兰男子摔跤运动员。他曾代表芬兰参加1988年、1992年和1996年夏季奥林匹克运动会摔跤比赛，获得一枚银牌。